# IC 907
IC 907 ist eine Balken-Spiralgalaxie mit aktivem Galaxienkern vom Hubble-Typ SBb im Sternbild Großer Bär am Nordsternhimmel. Sie ist schätzungsweise 209 Millionen Lichtjahre von der Milchstraße entfernt und hat einen Durchmesser von etwa 80.000 Lichtjahren.
Im selben Himmelsareal befinden sich u. a. die Galaxien NGC 5225, NGC 5238, NGC 5250, IC 902.
Das Objekt wurde am 8. April 1888 vom US-amerikanischen Astronomen Lewis Swift entdeckt.